# Gnosticismo
O gnosticismo (do grego Γνωστικισμóς; romaniz.: gnostikismós; de Γνωσις, gnosis: 'gnose', e gnostikos: 'conhecedor, sábio') é um conjunto de correntes filosófico-religiosas sincréticas oriundas da região do mediterrâneo durante os séculos I e II d.C., alicerçado em interpretações de relatos bíblicos e apócrifos pelo viés filosófico médio-platônico e de cultos de mistérios greco-romanos e orientais. Mesclara-se ao cristianismo primitivo dos primeiros séculos desta era, e fora condenado como heresia após um período de prestígio entre os intelectuais cristãos.
Com base em interpretações heterodoxas e alternativas do pentateuco e doutros relatos da Escritura hebraica e cristã, os gnósticos afirmam que o universo material (cosmo) foi criado por uma emanação imperfeita do Deus supremo chamada demiurgo, para prender a centelha divina (espírito) no corpo humano. Esta centelha divina poderia, então, ser liberta através da gnose: que seria o conhecimento intuitivo sobre o espírito e a natureza da realidade.
As ideias e ramos gnósticos floresceram no mundo mediterrâneo no século II d.C., em conjunto e trocando influências com os primeiros movimentos cristãos e médio-platônicos. Mesmo com um considerável declínio após o século II, o gnosticismo sobreviveu sub-repticiamente ao longo dos séculos na cultura ocidental, remanifestando durante o Renascimento através do esoterismo ocidental, assumindo a proeminência com a espiritualidade moderna. Do Império Persa, o gnosticismo se alastrou até a China através do maniqueísmo, ao passo que o mandeísmo ainda vive no Iraque.
As primeiras definições e tentativas de destrinchar o gnosticismo ocorreram no contexto da Era cristã. Embora alguns estudiosos suponham que o gnosticismo seja anterior ou contemporâneo ao cristianismo, todos os textos gnósticos até hoje descobertos são posteriores à primeira metade do século I, época em que o cristianismo já estava estabelecido como religião através dos apóstolos.
O estudo do gnosticismo e do cristianismo primitivo de Alexandria foram ambos reacesos após a descoberta da Biblioteca de Nag Hammadi, em 1945.

## O termognosticismo

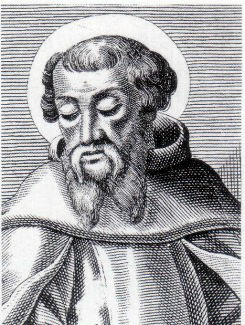
Bispo Ireneu, quem usou pela 1ª vez o termo "gnóstico" para descrever as heresias

A terminologia gnosticismo, ipsis litteris, não consta em fontes antigas. Cunhado por Henry More em um comentário sobre as Sete Igrejas do Apocalipse, gnosticisme foi o neologismo escolhido por More para descrever a heresia tiatirense (Apocalipse 2:18–29), no mesmo sentido que seu contemporâneo Henry Hammond usou a expressão gnostick-heresi. Esta última expressão vem da literatura patrística e heresiológica do início do cristianismo, especialmente a do Bispo Ireneu de Lião.
Isto ocorre no contexto do tratado do Pe. Ireneu, Contra as heresias, (em grego: ἔλεγχος καὶ ἀνατροπὴ τῆς ψευδωνύμου γνώσεως; elenchos kai anatrope tes pseudonymou gnoseos) onde o termo pseudonymos gnosis ("falsamente chamada gnose") abrange vários grupos tachados por Ireneu como sectários da Igreja (não apenas o do heresiarca Valentim), e é uma citação direta da exortação paulina para manter "horror aos clamores vãos e profanos da falsamente chamada ciência (coiné: Γνωσις, gnosis), a qual professando-a alguns, se desviaram da fé." (I Timóteo 6:20-21)
O significado comumente aceito de gnostikós em clássicos gregos é "aquele que sabe" ou "que entende", como na comparação entre "o que pratica" (praktikós) e "o que entende" (gnostikós) usada no colóquio entre Platão, Sócrates e o jovem estrangeiro no tratado Político (258e). A preferência de Platão pelo vocábulo gnostikós é muitíssimo típica nos clássicos.
Durante o período helenístico, gnostikós passou também a ser associado aos cultos de mistérios greco-romanos, tornando-se até sinônimo de mistério (gr. μυστήριον, mustḗrion). Gnostikós não é usado no Novo Testamento para se referir a grupos ou indivíduos específicos além da supracitada e genérica mênção paulina em Timóteo, mas Clemente de Alexandria no Livro Sétimo do Stromata enaltece o "culto" gnostikós autenticamente cristão. A aplicação de gnostikós na forma pejorativa e associada às heresias começa com as análises críticas de Ireneu. Alguns estudiosos, por exemplo A. Rousseau e L. Doutreleau, tradutores da edição francesa (1974), consideram que Ireneu às vezes escrevia gnostikós querendo dizer apenas "entendedor", como em 1.25.6, 1.11.3, 1.11.5, e "seitas de entendedores" (Adv. Haer. 1.11.1) quando queria criticar designações e seitas específicas. Evidências em favor disso aparecem quando Ireneu começa a utilizar comparativos como gnostikeron (i.e. "mais entendido" ou "mais sábio"), já que nunca existiu a forma "mais gnóstico" como nome próprio de uma seita. Dentre os grupos que Ireneu identificou como "seitas de entendedores" (gnostikós), estavam os marcelinos e os setianos ou barbelognósticos, um dos mais notórios a se autoidentificar com o nome gnostikós. Mais tarde, o Bispo Hipólito aplicou gnostikós indiscriminadamente como labéu contra heresiarcas como Cerinto e os ebionitas, enquanto Epifânio fez o mesmo somente contra seitas específicas.
Per se, a aplicação do termo gnosticismo como categoria genérica é problemática, pois mesmo Ireneu e seus sucessores conceituaram uma única tipologia para os vários grupos existentes à época. Essa noção varia um pouco ao perceber-se que o gnosticismo admite muitas exceções. E ainda, o termo "gnosticismo" tem sido aplicado como labéu a diversas seitas modernas com cerimoniais arcanos e iniciáticos, ou mesmo ressignificado para enquadrar ideologias políticas e facções sociais (como faz Eric Voegelin), mesmo que muitas delas não explicitem nenhuma autoidentificação com os gnósticos históricos. Longe de esclarecerem, essas generalizações só obscurecem ainda mais o conceito e dificultam a verdadeira compreensão histórica do gnosticismo enquanto movimento.

## Características gerais
Não existe um sistema gnóstico único e uniforme. No entanto, há semelhanças suficientes para justificar uma caracterização geral, lembrando que nem todos os sistemas incluem todos os elementos e nesses termos. Estas características são particulares ao gnosticismo cristão (de forma antagónica ou não à figura de Cristo):
- A estimativa do mundo, devido ao que precede, como uma falha ou produto de um "erro", mas, possivelmente, benévolo na medida do que o limite material permitir;[19]
- A introdução de um deus criador distinto ou demiurgo, que é uma ilusão e depois emanação a partir do único mónada ou fonte. Este segundo deus é um deus menor, inferior ou falso. Esse deus criador é comumente referido como o demiourgós.[20] O demiurgo gnóstico apresenta semelhanças com as figuras de Platão em Timeu e A República. No primeiro caso, o Demiurgo é uma figura central, um criador benevolente do universo que trabalha para tornar o universo tão benevolente quanto possível dentro do que as limitações da matéria permitirão, neste último, a descrição de um desejo "leonino" no modelo de psique de Sócrates tem semelhança com as descrições do demiurgo como tendo a forma de um leão, a passagem relevante de A República foi encontrada dentro da  Biblioteca de Nag Hammadi;[21]
- Jesus é identificado por alguns gnósticos como uma encarnação do Ser Supremo para trazer a gnōsis para a terra.[22] Entre os mandeístas, Jesus foi considerado um mšiha kdaba ou "falso messias", que perverteu os ensinamentos que lhe foram confiados por João Baptista.[23] Outras tradições identificam Maniqueu e Sete, como o terceiro filho de Adão e Eva, como a figura de salvação;[24]
- Desejo de conhecimento especial e íntimo dos segredos do universo. A salvação gnóstica era da ignorância e não do pecado. O conhecimento não era apenas o meio de salvação, era a única real salvação. O conhecimento era o conhecimento do verdadeiro self, seu lugar no Pleroma e um retorno de lá.[18]

### Dualismo e monismo
Normalmente, os sistemas gnósticos são vagamente descritos como sendo de natureza "dualista" , o que significa que eles têm a visão de que o mundo é composto ou explicável através de duas entidades fundamentais. Hans Jonas escreve: "A característica fundamental do pensamento gnóstico é o dualismo radical que rege a relação de Deus e do mundo, e, correspondentemente, a do homem e do mundo".
Dualismo radical
Ou dualismo absoluto, postula duas forças divinas co-iguais. O maniqueísmo concebe dois reinos anteriormente coexistentes de luz e de escuridão que se envolveram em um conflito, devido às ações caóticas desses últimos. Posteriormente, alguns elementos de luz tornaram-se presos dentro de trevas, o propósito da criação material é decretar o lento processo de extração destes elementos individuais, ao final do qual o reino da luz prevaleça sobre as trevas.
Monismo qualificado
Onde se discute se a segunda entidade é divina ou semi-divina. Os elementos das versões do mito gnóstico valentiniano sugerem para alguns que a sua compreensão do universo pode ter sido monista, em vez de dualista. Elaine Pagels afirma que "gnosticismo valentiniano [...] difere essencialmente do dualismo" enquanto que de acordo com Schoedel: "um elemento padrão na interpretação do valentinianismo e formas semelhantes de gnosticismo é o reconhecimento de que eles são fundamentalmente monistas". Nesses mitos, a malevolência do demiurgo é mitigada; sua criação de uma materialidade falha não é devido à falta de qualquer moral de sua parte, mas devido a sua imperfeição em contraste com as entidades superiores de que ele não tem conhecimento. Como tal, os valentinianos já tem menos motivos para tratar a realidade física com o igual desprezo que os gnósticos setianistas. A tradição valentiniana concebe materialidade, não como sendo uma substância separada do divino, mas atribuída a um "erro de percepção" que foi simbolizado mítica e poeticamente como o ato da criação material.

## Conceitos e termos
Note que o texto a seguir é formado por resumos das várias interpretações gnósticas reunidas. Os papéis de alguns seres mais familiares, como Jesus, Sofia e o Demiurgo geralmente compartilham os temas centrais entre os vários sistemas, mas pode haver algumas diferentes funções ou identidades atribuídos a eles em cada uma.
Æon
Em muitos sistemas gnósticos, os aeons são várias emanações de um deus superior, que também é conhecido por nomes como Mônada, Aion teleos (grego: "O Perfeito Aeon"), Bythos (grego: Βυθος - 'profundidade') e muitos outros (veja o artigo principal). Deste ser inicial, também um Aeon, uma série de diferentes emanações ocorreram, começando em alguns textos gnósticos com o hermafrodita Barbelo de quem sucessivos pares de Aeons emanam, frequentemente em pares masculino-feminino chamados de sizígias; o número destes pares varia de texto para texto, embora alguns identifiquem seu número como sendo trinta.
Arconte
Arconte no singular, (em grego: ἄρχων, pl. ἄρχοντες; "alto oficial", "chefe", "magistrado") seria qualquer um dos seres que foram criados juntamente como mundo material por uma divindade subordinada chamada o Demiurgo (Criador). Os gnósticos eram dualistas religiosas, que considerou que a matéria é má e o espírito bom e que a salvação é alcançada através do conhecimento esotérico, ou gnose. Porque os gnósticos do segundo e terceiro séculos - geralmente originadas dentro do cristianismo - consideravam o mundo material como definitivamente mal ou como o produto de erro, os arcontes eram vistos como forças maléficas.
Abraxas / Abrasax
Abraxas ou  Abrasax é o nome gnóstico para o semideus que governa o 365o aeon, a esfera final e mais alta. Os demonologistas cristãos colocam Abraxas no mesmo patamar de demônios. Jung chamou Abraxas de "o realmente terrível" por sua habilidade em gerar verdade e falsidade, bem e mal, luz e sombra com as mesmas palavras e o mesmo empenho.
Demiurgo

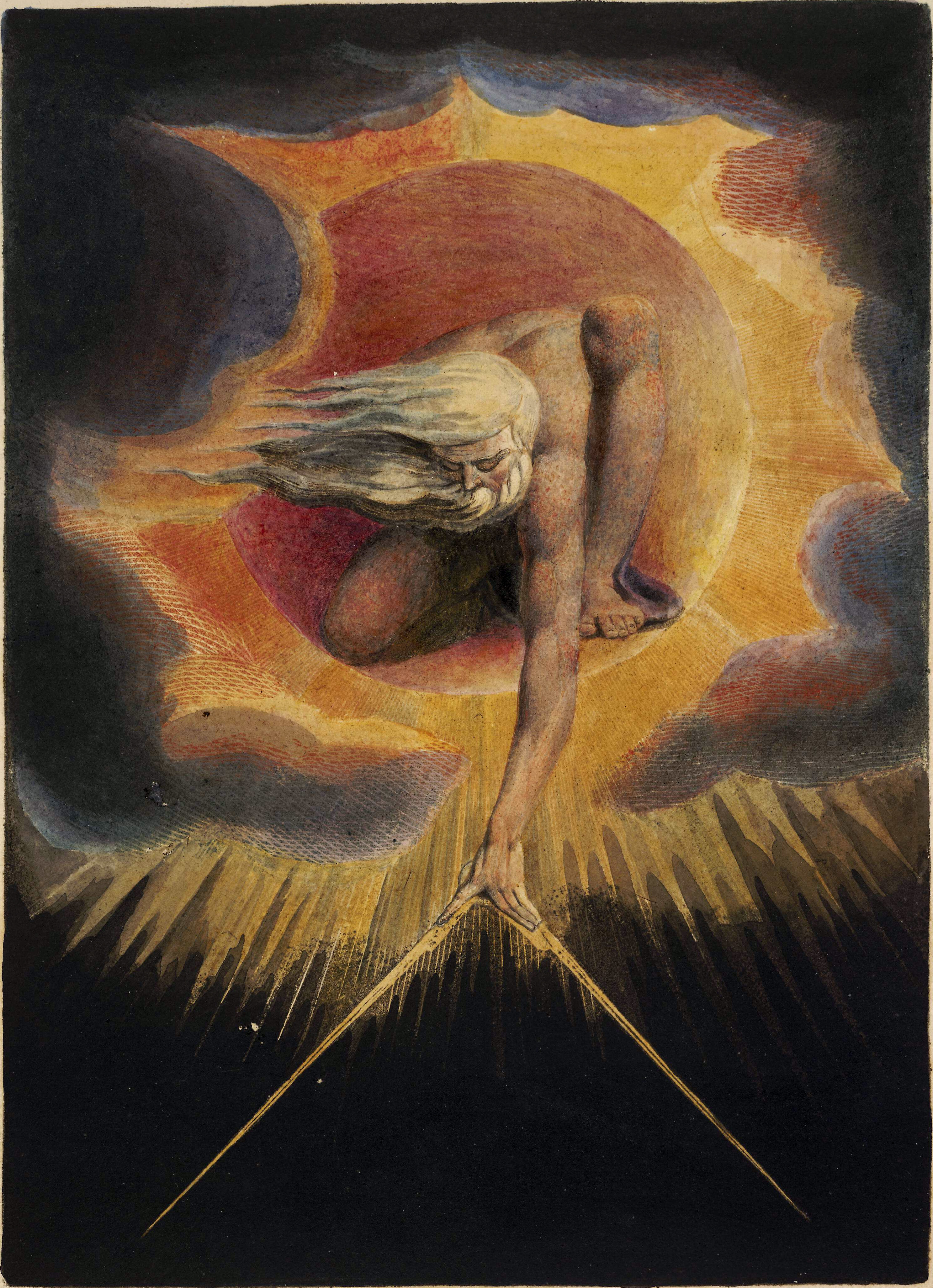
Demiurgo, (δημιουργός)
"Aurora do Mundo" de William Blake,1794

O termo Demiurgo deriva da forma latinizada do termo grego dēmiourgos (δημιουργός), literalmente, "artesão", "alguém com habilidade específica", de dēmios do povo, popular (dēmos, pessoas ou povo) e ourgos, trabalhador (ergon, trabalho). No gnosticismo, o Demiurgo não é Deus mas o arconte ou chefe da ordem dos espíritos inferiores ou éons. De acordo com os gnósticos, o Demiurgo era capaz de dotar o homem apenas com psiquê (alma sensível) - o pneuma (alma racional) seria adicionada por Deus. Os gnósticos identificaram o Demiurgo com Jeová dos hebreus.
Gnose
Gnose vem da palavra grega gnosis (γνῶσις) "conhecimento" significando o conhecimento direto sobre o divino que por si só provê a salvação. Para os gnósticos antigos, a gnosis existia no âmbito da cosmologia, do mito, da antropologia e da prática usada dentro de seus grupos. Assim, a gnose não era apenas a iluminação mas viria acompanhada por uma compreensão - como expressado nos Resumos de Teódoto de Bizâncio- sobre "quem éramos, o que nos tornamos, onde estávamos, para onde fomos lançados, para onde estamos indo, do que estamos libertos, o que é o nascimento e o que é renascimento".
Mônada
Do latim monad, monas, do grego monos, no sentido de "unidade última e indivisível", aparece bem cedo na história da filosofia grega. Nos relatos antigos das doutrinas de Pitágoras, ocorre como o nome da unidade a partir do qual - como no princípio de arquétipo -  todos os números e multiplicidades são derivados.
Pleroma
Pleroma (πληρωμα) geralmente se refere à totalidade dos poderes de deus. O termo significa "plenitude" e é usado em vários contextos teológicos cristãos: tanto gnósticos em geral, como também no cristianismo (como em «Pois nele habita corporalmente toda a plenitude da Divindade» (Colossenses 2:9)).
Sofia
Sofia ou Sophia (em grego: Σοφία) é aquilo que detém o "sábio" (σοφός; "sofós"). Na tradição gnóstica, Sofia é uma figura feminina, análoga à alma humana e simultaneamente um dos aspectos femininos de Deus. Os gnósticos afirmam que ela é a sizígia de Jesus (veja a Noiva de Cristo) e o Espírito Santo da Trindade. Ocasionalmente é referenciada pelo equivalente hebreu Achamōth (Ἀχαμώθ) e como Prouneikos (Προύνικος, "A Libidinosa"). Nos textos da Biblioteca de Nag Hammadi, Sofia é o mais baixo dos Aeons ou a expressão antrópica da emanação da luz de Deus.

## Escolas gnósticas
As escolas gnósticas podem ser definidas como sendo membros de duas vertentes, a Escola Persa ou do Leste e da Escola Sírio-Egípcia.

### Gnosticismo persa

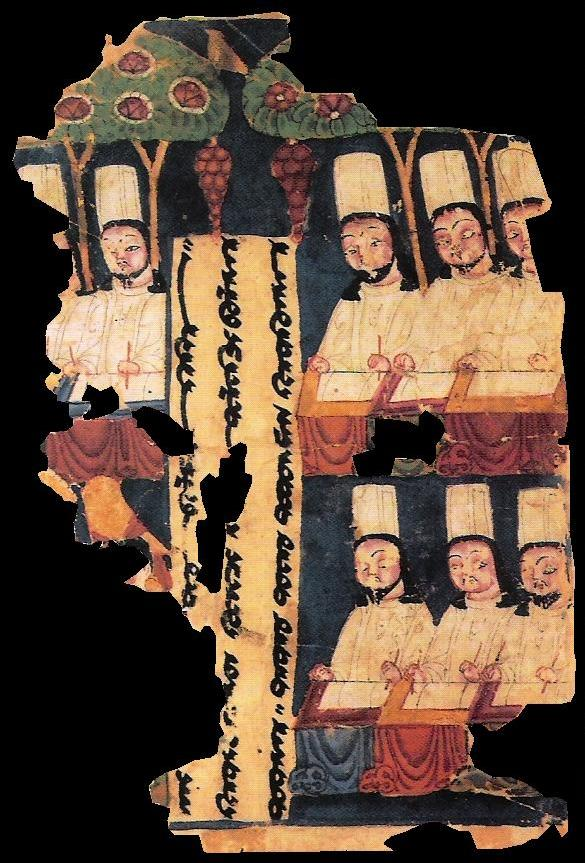
Sacerdotes maniqueístas escrevendo em suas mesas, há uma inscrição em Língua sogdiana no painel central. Manuscrito de Khocho, Bacia do Tarim

A Escola Persa possui tendências dualistas mais fáceis de serem demonstradas e que refletem a influência das crenças dos zoroastras (seguidores de Zoroastro) persas. Aparecendo na Babilônia, seus escritos foram produzidos originalmente em dialetos aramaicos locais e são representativos das crenças e formas mais antigas do gnosticismo. Esses movimentos são considerados pela maioria dos estudiosos como religiões, não apenas emanações do cristianismo ou do judaísmo.
- Mandeísmo é ainda praticado por pequenos grupos no sul do Iraque e na província iraniana do Cuzistão. O nome do grupo deriva do termo Mandā d-Heyyi, que significa "Conhecimento da Vida". Embora a origem exata deste movimento não seja conhecida, João Batista eventualmente se tornaria uma figura chave nesta religião, assim como ênfase no batismo se tornou parte do cerne de suas crenças. Assim como no maniqueísmo, apesar de certos laços com o cristianismo,[45] os mandeanos não acreditam em Moisés, Jesus ou Maomé. Suas crenças e práticas também tem poucas sobreposições com as religiões fundadas por eles. Uma quantidade significativa das Escrituras originais Mandeanas sobreviveram até a era moderna. O texto principal é conhecido como Genzā Rabbā e tem trechos identificados pelos estudiosos como tendo sido copiados já no século II d.C.. Existe também o Qolastā, ou "Livro Canônico de Oração" e o sidra ḏ-iahia, o "Livro de João Batista".
- Maniqueísmo, que representa toda uma tradição religiosa e que agora está quase extinto, foi fundado pelo profeta Manes (216–276 d.C.). Embora acredite-se que a maior parte das Escrituras dos maniqueístas tenha se perdido, a descoberta de uma série de documentos originais ajudou a lançar alguma luz sobre o assunto. Preservados agora em Colônia, Alemanha, o Codex Manichaicus Coloniensis contém principalmente informações biográficas sobre o profeta e alguns detalhes sobre seus ensinamentos. Como disse Mani, "O Deus verdadeiro não tem nada a ver com o mundo material e o cosmos", e "É o Príncipe das Trevas que falou com Moisés, os judeus e seus sacerdotes. Portanto, cristãos, os judeus e os pagãos estão envolvidos no mesmo erro quando adora este Deus. Pois ele os leva para perdição através dos desejos que lhes ensinou".[46][47]

### Gnosticismo sírio-egípcio
As doutrinas da escola sírio-egípcia tendem ao monoteísmo e, entre as exceções, estão movimentos relativamente modernos que incluem elementos de ambas as categorias, como os cátaros, os bogomilos e os carpocracianos. Elas são derivadas de influências platônicas que, em geral, retratam a criação como uma série de emanações de uma força única primal. Como resultado desta crença, há uma tendência em enxergar o mal em termos materiais e desprovido de intenções benévolas, algo oposto à ideia mais comum de que o mal seria uma força equivalente ao bem. Essas escolas usam os termos "bem" e "mal" como relativos e autodescritivos.

### Seitas e grupos gnósticos

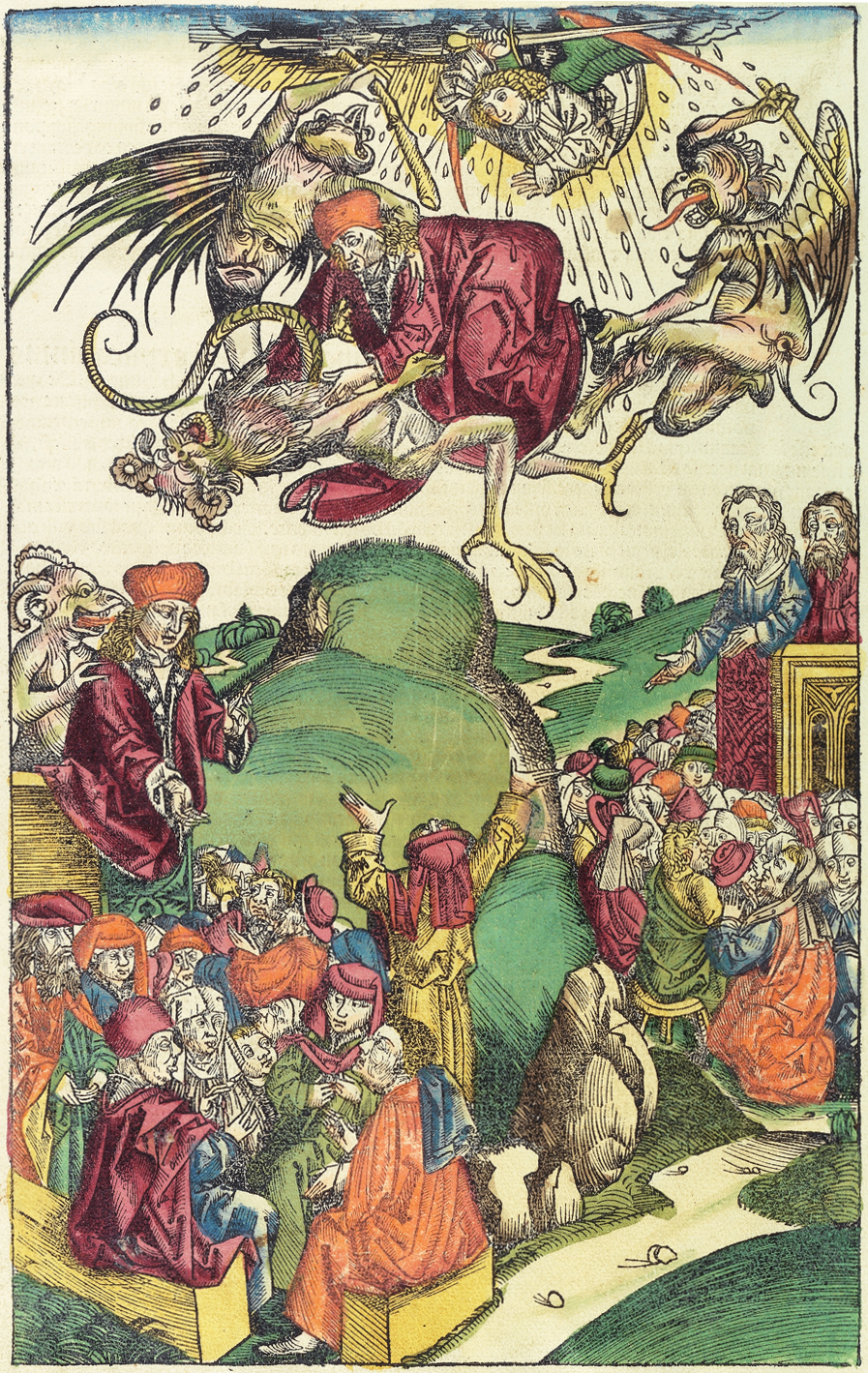
"A morte de Simão Mago" na Crónica de Nuremberg ("Liber Chronicarum", 1493).

- Simão Mago e Marcião de Sinope: ambos tinham tendências gnósticas, mas as ideias que eles apresentaram estavam ainda em formação; por isso, eles podem ser descritos como pseudo- ou proto-gnósticos. Ambos desenvolveram um considerável conjunto de seguidores. O pupilo de Simão Mago, Menandro de Antioquia também pode ser incluído neste grupo. Marcião é popularmente identificado como gnóstico, porém a maior parte dos estudiosos não entende assim.
- Cerinto (c. 100 d.C.), o fundador de uma escola herética com elementos gnósticos. Como gnóstico, Cerinto mostrou Cristo como um espírito celeste separado do homem Jesus e citou o Demiurgo como criador do mundo material. Porém, ao contrário dos gnósticos, Cerinto ensinava os cristãos a observar a lei judaica; seu demiurgo era sagrado e não inferior; e acreditava na segunda vinda de Cristo. Sua gnosis era um ensinamento secreto atribuído a um apóstolo. Alguns estudiosos acreditam que a Primeira Epístola de João foi escrita em resposta a Cerinto.
- Ofitas, assim chamados por reverenciarem a serpente do Gênesis como um fonte de conhecimento.
- Cainitas, que como o nome implica, veneravam Caim, assim como Esaú, Coré e os sodomitas. Há pouca evidência sobre a natureza deste grupo; porém, é possível inferir que eles acreditavam que indulgência no pecado era a chave para a salvação, pois dado que o corpo é intrinsecamente mau, é preciso depreciá-lo com atitudes imorais (veja libertinismo). O nome 'cainita' não é utilizado aqui no sentido bíblico de "descendentes de Caim" (que segundo a Bíblia foram exterminados no Dilúvio).
- Carpocracianos, uma seita libertina que acreditava unicamente no Evangelho dos Hebreus.
- Borboritas, uma seita libertina gnóstica, que acredita-se ser uma derivação dos nicolaítas
- Paulicianos, um grupo adocionista, também acusado por fontes medievais como sendo gnóstica e quasi-maniqueísta. Eles floresceram entre 650 e 872 na Armênia e nas províncias (ou temas) orientais do Império Bizantino.
- Bogomilos, a síntese (no sentido do sincretismo) entre o paulicianismo armênio e o movimento reformista da Igreja Ortodoxa Búlgara, que emergiu durante o Primeiro Império Búlgaro entre 927 e 970, e se espalhou pela Europa.
- Cátaros (Cathari, Albigenses ou Albigensianos) são tipicamente vistos como imitadores do gnosticismo. Se os cátaros possuíam ou não uma influência histórica direta do antigo gnosticismo ainda é tema disputado, embora alguns acreditem que numa transferência de conhecimento dos bogomilos.

## Neoplatonismo e gnosticismo

### Filosofia grega antiga e gnosticismo
As primeiras origens do gnosticismo são obscuras e ainda contestadas. Por esta razão, alguns estudiosos preferem falar de "gnosis" ao se referir às ideias do século I que mais tarde evoluíram para o gnosticismo e reservar o termo "gnosticismo" para a síntese dessas ideias em um movimento coerente, no século II. Influências prováveis incluem Platão, o Médio platonismo e as escolas ou academias de pensamento neopitagóricas e isto parece ser verdade em ambos os gnósticos do setianismo e os  do valentianismo.
 Além disso, se compararmos diferentes textos setianistas uns aos outros em uma tentativa de criar uma cronologia do desenvolvimento do Setianismo durante os primeiros séculos, parece que os textos posteriores continuam a interagir com o platonismo. Textos anteriores, como o Apocalipse de Adão mostram sinais de ser pré-cristão e se concentram em Sete, o terceiro filho de Adão e Eva. Estes primeiros setianistas podem ser idênticos ou relacionados com a Nazarenos, Ofitas ou aos grupos sectários chamados de herético por Fílon de Alexandria.
Textos setianos tardios como Zostrianos e Alógenes criam sobre as imagens de textos setianos mais antigos mas utilizam "um grande fundo de conceituação filosófica derivada do platonismo contemporânea, (médio platonismo tardio) com vestígios de conteúdo cristão ". Na verdade, a doutrina do "um único formado por três" (a trindade) é encontrada no texto de Alógenes, como descoberto na Biblioteca de Nag Hammadi e é "a mesma doutrina encontrada nos comentários anônimos em Parmênides (Fragmento XIV) que são atribuídos por Hadot a Porfírio e também, a encontramos na Enéadas de Plotino  6.7, 17, 13-26".
No entanto, os neoplatônicos do século III, como Plotino, Porfírio e Amélio da Toscana atacam os Setianistas. Parece que o Setianismo começou como uma tradição pré-cristã, possivelmente sincrética que incorporou elementos do platonismo e do cristianismo à medida que crescia, apenas para que ambos o cristianismo e o platonismo os rejeitassem se voltassem contra eles. O professor John Turner acredita que este duplo ataque levou à fragmentação do Setianismo em numerosos grupos menores como arcônticos, audianos, borboritas, fibionitas, estratiônicos e outros.
O estudo sobre o gnosticismo tem avançado muito desde a descoberta e a tradução dos textos de Nag Hammadi que lançam alguma luz sobre alguns dos comentários mais intrigantes feitos por Plotino e Porfírio sobre os gnósticos. Mais importante ainda, as versões ajudam a distinguir os diferentes tipos dos primeiros gnósticos. Parece claro que os gnósticos setianistas e valentinianos tentaram "se esforçar para uma conciliação e mesmo afiliação" com filosofia antiga final, mas foram rejeitados por alguns neoplatônicos, incluindo Plotino.

#### Relações filosóficas entre o neoplatonismo e o gnosticismo
Os gnósticos emprestaram várias ideias e termos do platonismo, eles exibem uma profunda compreensão dos termos filosóficos gregos e do idioma grego koiné em geral; utilizam conceitos filosóficos gregos em todo o seu texto, incluindo conceitos como hipóstase (a realidade, a existência), ousia (essência, substância, ser), e demiurgo (Deus criador). Bons exemplos incluem textos como a Hipóstase dos Arcontes ("Realidade dos Governantes") ou Protenoia Trimórfica ("O primeiro pensamento em três formas").
Porfírio em A vida de Plotino estabelece uma diferença entre os genuínos seguidores de Cristo e um outro grupo de mesclava a filosofia (gnosis) com elementos cristãos e Plotino é antagônico a esta situação ao dizer "Eles (gnósticos) tiraram algumas ideias de Platão, mas todas as novidades que acrescentaram para criar uma filosofia original, são fora da verdade", no mesmo tratado, Plotino critica o elitismo ao dizer que os gnósticos "visam à formação de uma doutrina especial", Plotino repreende os gnósticos por desfigurarem a filosofia de Platão e apesar de sempre sereno em suas exposições fala de modo áspero: "Quando esses gnósticos afirmam que desprezam a beleza terrena, fariam melhor se desprezassem a dos meninos e das mulheres, para não sucumbirem à incontinência". É preciso observar que se os gnósticos, sem exceção tivessem sido libertinos, Plotino nunca os teria admitido, já que levava uma vida de virtudes
Outro epíteto dado por Plotino aos gnósticos é o de charlatães ao "se vangloriaram em poder expulsar doenças com fórmulas" e ainda segundo Plotino, que as doenças eram consideradas seres (ou obras) de entidades demoníacas pelo gnósticos de sua época, "Só a plebe ignara se deixa iludir(...) as doenças não são algo demoníaco". Plotino assevera que a moral dos gnósticos é inferior à de Epicuro o qual "aconselha procurar a satisfação no prazer" e ainda adverte que a doutrina é temerária porque ridiculariza a virtude e só pensa em interesses próprios. Para chegar a essas acusações graves, com certeza Plotino levou algum tempo, ao chegar em Roma, ele encontrou entre seus ouvintes sectários do gnosticismo com os quais discutia seus pontos de vista.

## Estudos sobre o gnosticismo

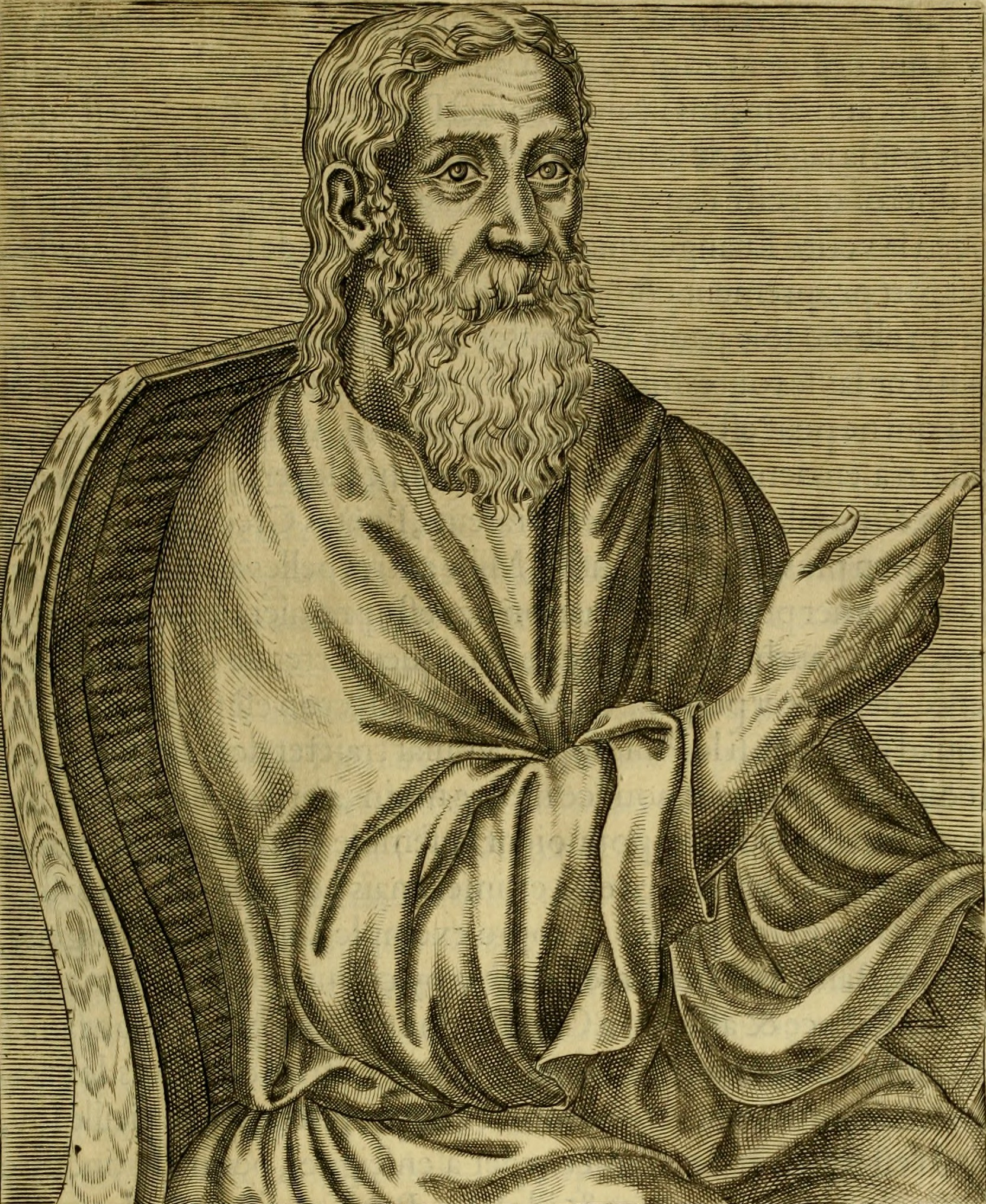
Clemente de Alexandria foi um crítico dos gnósticos, em especial de Valentim

É difícil obter informações sociais sobre os gnósticos, a maior parte da literatura gnóstica consiste de pseudoepígrafos - isto é, obras atribuídas a uma figura respeitada do passado tal como Adão, Sete ou o Apóstolo João: essa convenção literária não deixa muito espaço para a descrição sobre as atividades sectárias. Os outros registros são descrições breves e preconceituosas da doutrina e prática gnósticos feitas por adversários cristãos. O estudo gnosticismo requer muito cuidado com a precisão e a verdade das fontes sobre o assunto - na maior parte heresiólogos, Ireneu de Lyon, Clemente de Alexandria e Hipólito de Roma são o exemplo de descrição franca e constantemente hostil. Seu estilo é frequentemente irônico visto que seu objetivo não é descrever, mas destruir.

### Século XIX até 1930
Antes da descoberta de Nag Hammadi, a evidência de movimentos gnósticos era apenas vista através do testemunho dos heresiologistas da igreja primitiva. O "modelo histórico da igreja", representado por Adolf von Harnack entre outros, viu o gnosticismo como um desenvolvimento interno da igreja, sob a influência da filosofia grega.

### Depois da descoberta de biblioteca de Nag Hammadi, 1945
O estudo do gnosticismo e do cristianismo primitivo da Alexandria recebeu um forte impulso a partir da descoberta da Biblioteca de Nag Hammadi, em 1945. O estudo do gnosticismo atualmente se faz impossível sem o total conhecimento dos escritos de Nag Hammadi e consequentemente da Língua copta.

### "Gnosticismo" como uma categoria potencialmente falha
Em 1966, em Messina, Itália, foi realizada uma conferência sobre sistema da gnosis.
A "proposta cautelosa" alcançada na conferência sobre o gnosticismo é descrita por Markschies:
| “ | No documento final de Messina a proposta foi "pela aplicação simultânea dos métodos históricos e tipológica" para designar "um determinado grupo de sistemas do segundo século depois de Cristo" como "gnosticismo", e use "gnosis" para definir uma concepção de conhecimento que transcende os tempos, que foi descrito como "o conhecimento dos mistérios divinos para uma elite. | ” |

Em essência, foi decidido que "gnosticismo" seria um termo historicamente específico, restrito a significar os movimentos gnósticos prevalentes no século III, enquanto "gnosis" seria um termo universal de um sistema de conhecimento retido "para uma elite privilegiada". No entanto, este esforço no sentido de dar clareza na verdade criou mais confusão conceitual, já que o termo histórico "gnosticismo" era uma construção inteiramente moderna, enquanto o novo termo universal "gnosis" foi um termo histórico: "alguma coisa estava sendo chamada de "gnosticismo" que os teólogos antigos tinham chamado de" gnosis"... [um] conceito de gnose tinha sido criado por Messina e este era quase inutilizável em sentido histórico". Na antiguidade, todos concordaram que o conhecimento era centralmente importante para a vida, mas poucos entraram em acordo sobre o que exatamente constituía o "conhecimento", a concepção unitária que a proposta de Messina pressupôs não existiu.
Estas falhas significam que os problemas relativos a uma definição exata do gnosticismo ainda persistem.
Permanece como convenção atual usar "gnosticismo" em um sentido histórico, e "gnosis" universalmente. Deixando de lado as questões com o último mencionado acima, o uso de "gnosticismo" para designar uma categoria de religiões do século III foi recentemente questionado também. Digno de nota é o livro da autoria de Michael Allen Williams Rethinking "Gnosticism": An Argument for Dismantling a Dubious Category, em que o autor examina os termos pelos quais o o gnosticismo está definido como categoria e compara estas suposições com o conteúdo dos textos gnósticos reais (a biblioteca de Nag Hammadi recém-recuperada foi de importância central para o argumento).
Williams argumenta que as bases conceituais sobre as quais a categoria gnosticismo se apoia são os restos da agenda dos heresiologistas. Muita ênfase tem sido colocada sobre as percepções do dualismo, corpo - e matéria - ódio e anticosmismo sem que essas suposições tenham sido "devidamente testadas". Em essência, a definição interpretativa do gnosticismo que foi criado pelos esforços antagônicos dos heresiologistas da igreja primitiva foi retomado por estudiosos modernos e refletido em um "definição categórica", apesar de hoje existirem meios de se verificar sua precisão. Ao tentar fazer isso, Williams revela a natureza dúbia da categória "gnosticismo" e conclui que o termo precisa ser substituído, a fim de refletir com mais precisão os movimentos que o compõem.

## Gnosticismo no século XXI
O chamado gnosticismo moderno se desenvolveu a partir das origens no Ocultismo do século XX onde Eliphas Levy traz todo o espectro de assuntos do gnosticismo à tona por meio da discussão da cabala judaica.
Uma série de pensadores do século XIX, como William Blake, Arthur Schopenhauer, Albert Pike e Madame Blavatsky estudaram o pensamento gnóstico extensivamente e foram influenciados por ele, até mesmo figuras como Herman Melville e W. B. Yeats foram mais tangencialmente influenciados. A fundação da Sociedade Teosófica em 1875 por Blavatsky e o trabalho de seu aluno G.R.S Mead (tradutor especializado em texto gnósticos e herméticos), tornou o gnosticismo acessível ao público fora da academia, o que preparou o caminho para o gnosticismo para as massas no século seguinte. Jules Doinel "restabeleceu" uma Igreja Gnóstica, na França, em 1890, o que alterou a forma como o gnosticismo passou por vários sucessores diretos (principalmente Fabre des Essarts como Tau Synésius  e Joanny Bricaud como Tau Jean II) e que, apesar de pequeno, ainda está ativo até os dias de hoje.
A descoberta e a tradução da Biblioteca de Nag Hammadi depois de 1945 teve um enorme impacto sobre o gnosticismo desde a Segunda Guerra Mundial. Pensadores que foram fortemente influenciados pelo gnosticismo neste período incluem Hans Jonas, Philip K. Dick e Harold Bloom, com Albert Camus e Allen Ginsberg sendo mais moderadamente influenciados.
Correntes gnósticas independentes, tal como a fundada por Samael Aun Weor no século XX, seguem ativas em instituições tais como a Igreja Gnóstica do Brasil (IGDB).